# بنك ملاوي الاحتياطي

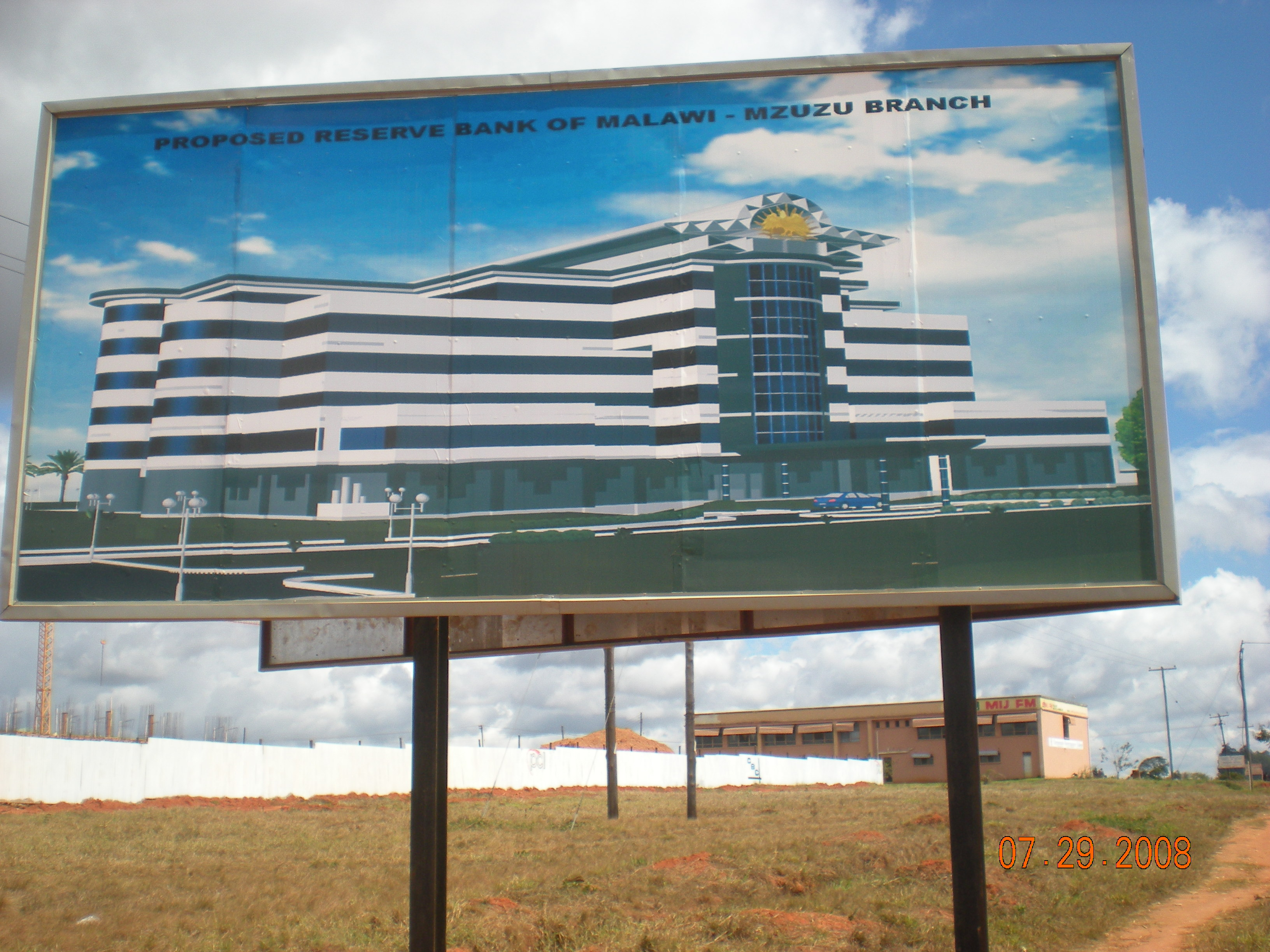
احتياطي بنك ملاوي فرع مزوز تحت الإنشاء في مدينة مزوزو. صورت في يوليو 2008.

البنك الاحتياطي في ملاوي هو البنك المركزي في ملاوي الذي أنشئ في عام 1968 في ليلونغوي. ينشط البنك في الترويج لسياسة الإدماج المالي وهو عضو قيادي في التحالف من أجل التضمين المالي . كما أنها واحدة من المؤسسات التنظيمية الأصلية البالغ عددها 17 مؤسسة لتقديم التزامات وطنية محددة للإدماج المالي بموجب إعلان المايا  خلال منتدى السياسة العالمية لعام 2011 المنعقد في المكسيك.
البنك الاحتياطي في ملاوي هو المؤسسة الوحيدة المسموح لها بإصدار الكواشا الملاوية ، التي حلت محل الجنيه الملاوي في عام 1971.

## روابط خارجية
- بنك الاحتياطي في ملاوي